# The Sick Boy and the Tree
 (février 2016).
Si vous disposez d'ouvrages ou d'articles de référence ou si vous connaissez des sites web de qualité traitant du thème abordé ici, merci de compléter l'article en donnant les références utiles à sa vérifiabilité et en les liant à la section « Notes et références ».
The Sick Boy and the Tree est un court métrage d'animation français en stop-motion réalisé par Paul Jaeger en 2009, d'une durée de 4 minutes.
Réalisé en pâte à modeler, The Sick Boy and the Tree est l'adaptation d'un conte écrit par Marc Jaeger, le père du réalisateur, afin de lui rendre hommage.
Le film a été sélectionné dans plusieurs festivals en France et a été récompensé deux fois par le prix du public, au Festival du film court d'Angoulême et au Festival Torcymage.

## Synopsis
Dans un hôpital, une jeune garçon condamné par sa maladie s'accroche à son dernier espoir : la nuit, depuis son lit, il peut voir l'ombre d'un arbre projetée sur un mur. Pour se donner du courage dans son combat, il se lance un défi, celui de s'accrocher à la vie jusqu'à ce que la dernière feuille de l'arbre ne tombe.
L'hiver venu, l'arbre n'a plus qu'un seule feuille et le jeune garçon craint à chaque instant de la voir tomber. Pourtant, la petite feuille reste : le garçon commence à recouvrer la santé et finit par guérir en quelques mois.
En quittant l'hôpital, il se précipite pour voir l'arbre qui l'avait "sauvé" : à sa grande surprise, il découvre un arbre totalement nu. Il réalise en se retournant, que la dernière feuille était peinte sur le mur.

## Fiche technique
- Titre : The Sick Boy and the Tree
- Réalisation : Paul Jaeger
- Scénario : Paul Jaeger, d'après Marc Jaeger
- Photographie : Paul Jaeger
- Son : François-Xavier Lesaffre
- Musique : François-Xavier Lesaffre, Léna Roucaute, Arnaud Cabibel
- Voix-Off : Simon Wells
- Montage : Paul Jaeger
- Décors : Elsa Desportes
- Production : Deuxième séquence, Barnum Films
- Genre : animation
- Durée : 3 min 52 s
- Format : HD-CAM
- Pays :  France
- Langue : anglais